# Bahnhof Rottweil
Der Bahnhof Rottweil ist ein Bahnhof an der Bahnstrecke Plochingen–Immendingen, die heute in diesem Bereich Teil der Gäubahn ist, und ist zugleich Ausgangspunkt der Bahnstrecke Rottweil–Villingen. Er liegt am nordöstlichen Rand Rottweils auf 557 m ü. NHN.

## Geschichte

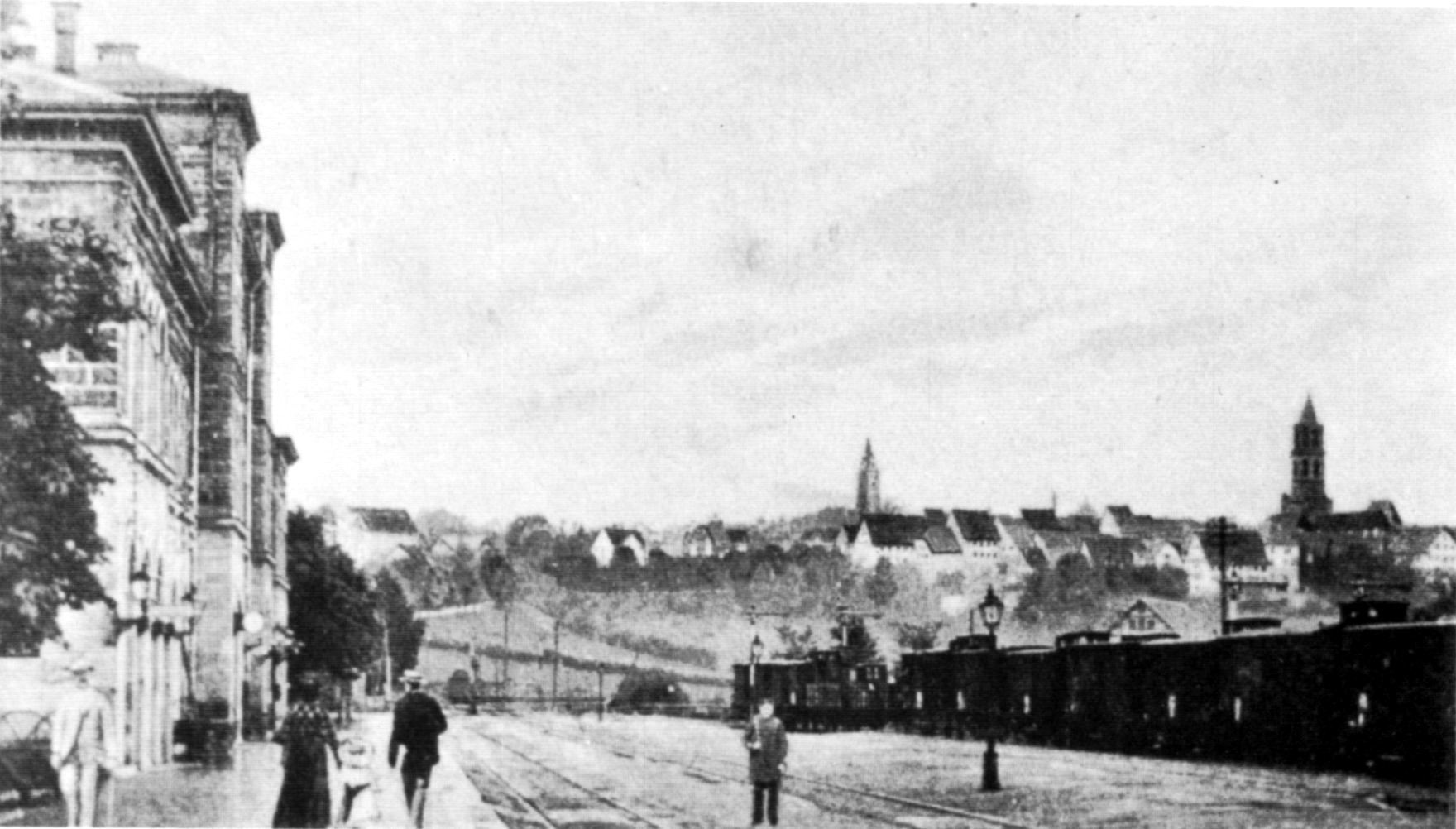
Bahnhof Rottweil um 1900

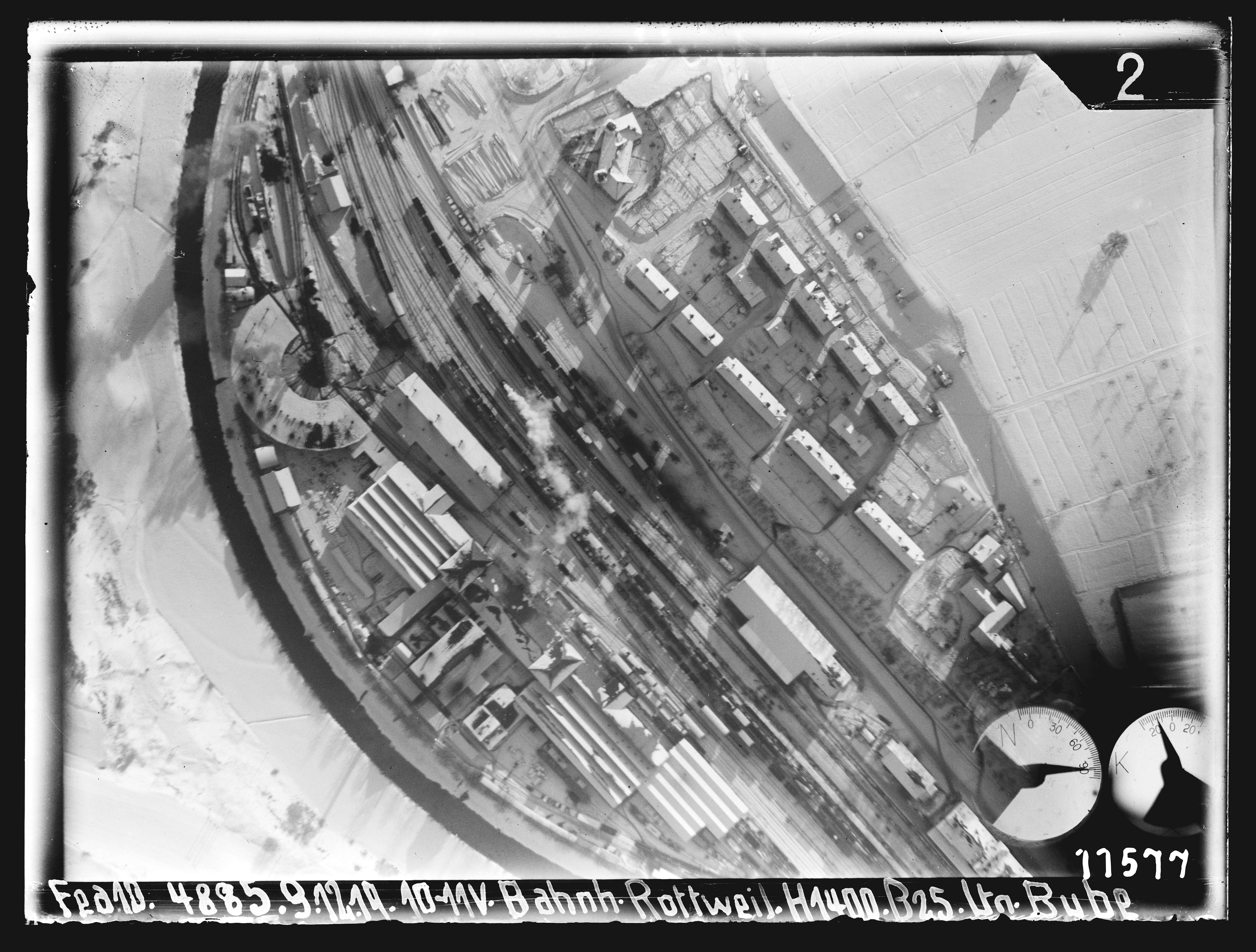
Luftbild vom Bahnhof, Dezember 1919

Die Bauarbeiten wurden 1865 begonnen. Während der Arbeiten wurden die Überreste von etwa 2000 russischen Soldaten gefunden. Diese waren etwa 50 Jahre zuvor an einer Epidemie verstorben. Ihre letzte Ruhestätte fanden sie in einem Massengrab auf dem Gelände des Bahnhofs.  Der Bahnhof wurde am 23. Juli 1868 eröffnet.
Ursprünglich war der Bahnhof 685 Meter lang und bis zu 162 Meter breit. Zur Anlage gehörten ein Verwaltungsgebäude und ein Güterschuppen sowie zwei Lokomotivremisen und eine Reparaturwerkstatt.
Von 1928 bis 1971 war Rottweil auch Endpunkt der Bahnstrecke Balingen–Rottweil.
Am 11. August 1972 entgleiste ein Güterzug mit 26 Wagen. Unter anderem kamen sechs Kesselwagen mit Natronlauge vom Gleis ab und stürzten um. 30.000 Liter Natronlauge liefen aus, eine Knallgasexplosion konnte die Freiwillige Feuerwehr verhindern, der ein plötzlich einsetzender Starkregen zu Hilfe kam. Verletzt wurde niemand, der Sachschaden belief sich auf etwa 750.000 DM.

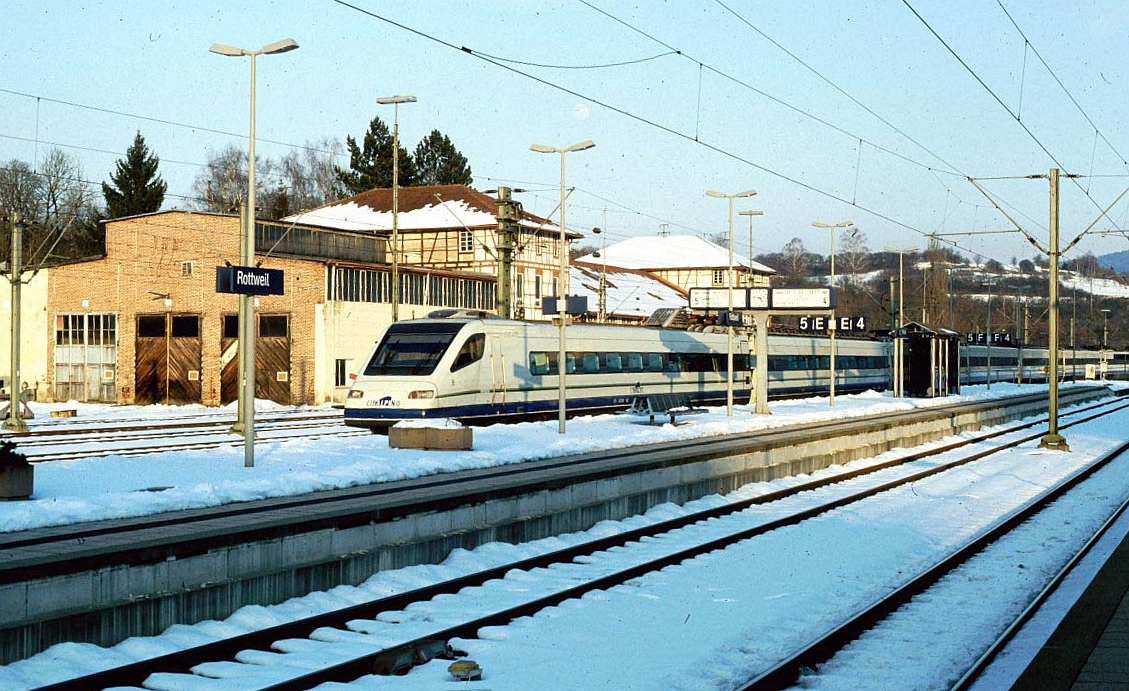
Cisalpino im Rottweiler Bahnhof, 2003

Bis in die jüngere Vergangenheit wurde Rottweil von Intercity-Express- und Cisalpino-Zügen (letztere auf der Relation Stuttgart–Mailand) angefahren.
Die vom Infrastrukturbetreiber für das Jahr 2023 geplante Errichtung eines elektronischen Stellwerks im Bahnhof Rottweil wurde realisiert und steuert seit dem 26. Oktober 2024 den Bahnhof Horb sowie die Überleitstelle Neckarhausen (b Horb).

## Verkehrsbedeutung
Auf der Bahnstrecke Plochingen–Immendingen verkehren neben Regionalbahnen und Regional-Express-Zügen stündlich Intercity der Linie 87, die teilweise zum Nahverkehrstarif nutzbar sind.
Teile der beiden noch vorhandenen Bahnstrecken bilden einen Teil des Ringzug-Systems, das durch die Hohenzollerische Landesbahn betrieben wird.
Daneben ist der Bahnhof eine wichtige Haltestelle für den städtischen und regionalen Omnibusverkehr.

### Bedienung
| Linie         | Verlauf | | Frequenz                        |
| ------------- | --- | --- | ------------------------------- |
| IC 87 / RE 87 | Stuttgart – Böblingen – Herrenberg – Eutingen – Horb – Rottweil – Tuttlingen – Singen –                                                                                  | Schaffhausen – Zürich | 60 min                          |
| IC 87 / RE 87 | Stuttgart – Böblingen – Herrenberg – Eutingen – Horb – Rottweil – Tuttlingen – Singen –                                                                                  | Konstanz | Zwei Zugpaare täglich           |
| RE 4          | Stuttgart – Böblingen (– Herrenberg ) – Horb (– Rottweil ) – Tuttlingen – Radolfzell – Konstanz                                                                          | Stuttgart – Böblingen (– Herrenberg ) – Horb (– Rottweil ) – Tuttlingen – Radolfzell – Konstanz                                                                          | Einzelne Zugpaare am Wochenende |
| RE 14a        | Stuttgart – Böblingen – Herrenberg – Eutingen – Horb – Rottweil | Stuttgart – Böblingen – Herrenberg – Eutingen – Horb – Rottweil | 120 min                         |
| RB 42RB 43    | Bräunlingen – Donaueschingen – Villingen (Schwarzw) – Schwenningen (Neckar) – Trossingen Bahnhof – Rottweil – Spaichingen – Tuttlingen – Immendingen – Blumberg-Zollhaus | Bräunlingen – Donaueschingen – Villingen (Schwarzw) – Schwenningen (Neckar) – Trossingen Bahnhof – Rottweil – Spaichingen – Tuttlingen – Immendingen – Blumberg-Zollhaus | 60 min                          |

(Stand 2024)

## Ausstattung
Rottweil verfügt über fünf Gleise mit Bahnsteiganschluss für den Personenverkehr sowie über mehrere weitere Gleise für den Güterverkehr. Die Bahnsteige sind mittels Aufzug erreichbar. Auf den überdachten Bahnsteigen befinden sich geschlossene Wartehäuschen.
Im Empfangsgebäude befinden sich eine Wartehalle mit Schließfächern, ein separater Warteraum für Nichtraucher sowie eine Schalterhalle, ein DB-Reisezentrum, außerdem gastronomische Betriebe.
Zum Bahnhof gehörte ein Bahnbetriebswerk, das heute nur noch teilweise und nur von den Eisenbahnfreunden Zollernbahn („efz“) genutzt wird.

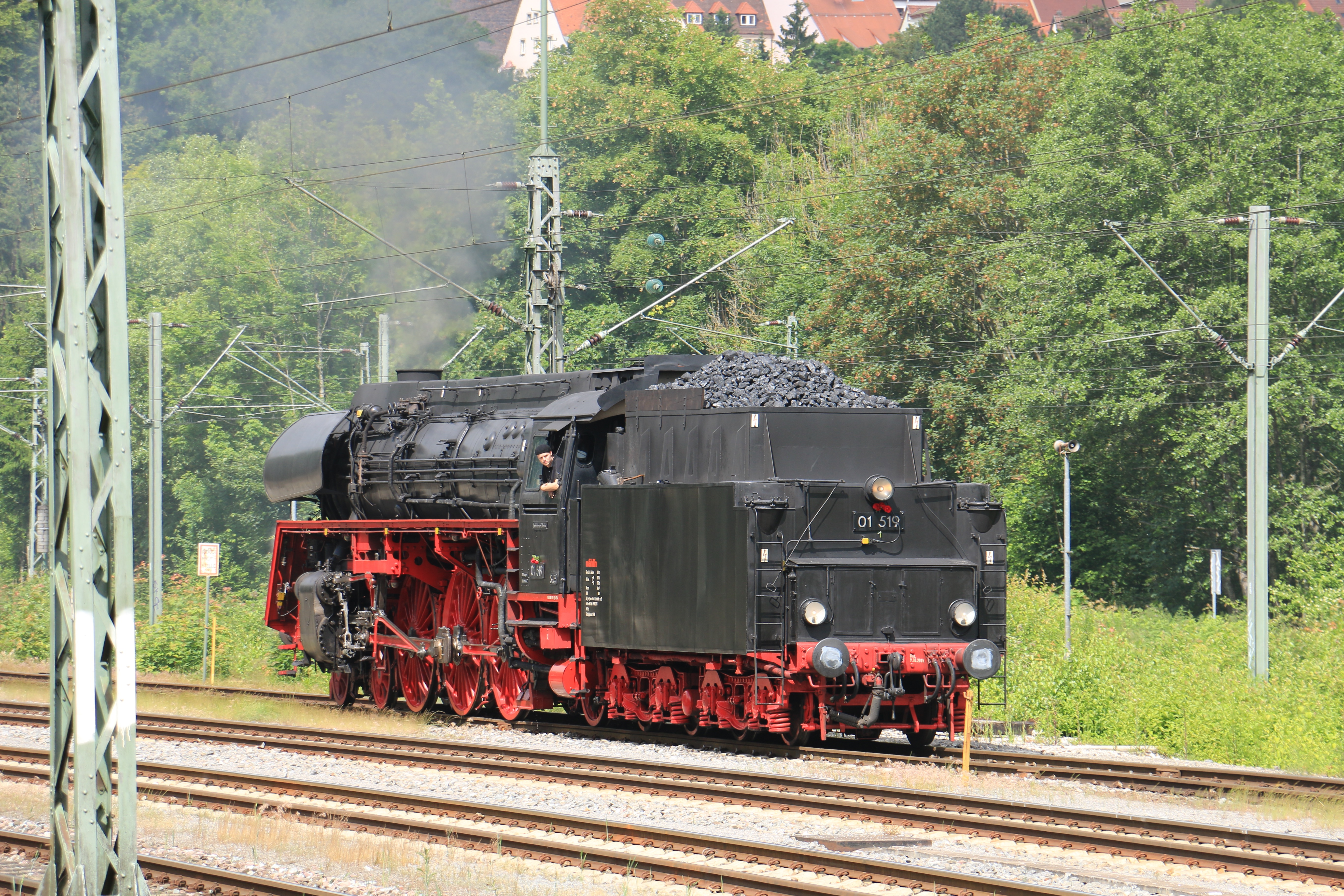
Dampflokomotive 01 519 der Eisenbahnfreunde Zollernbahn

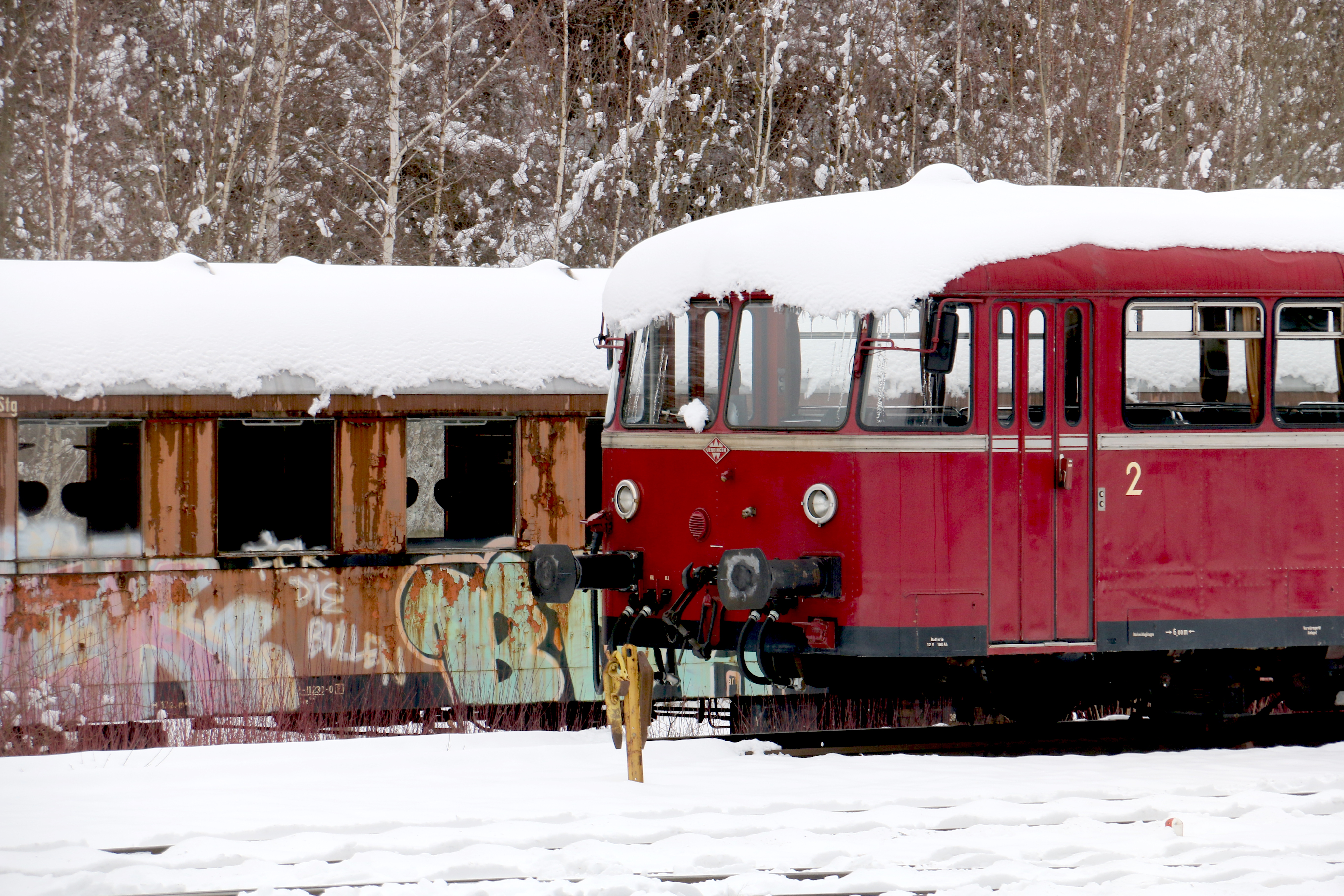
Uerdinger Schienenbus in Rottweil (2018)

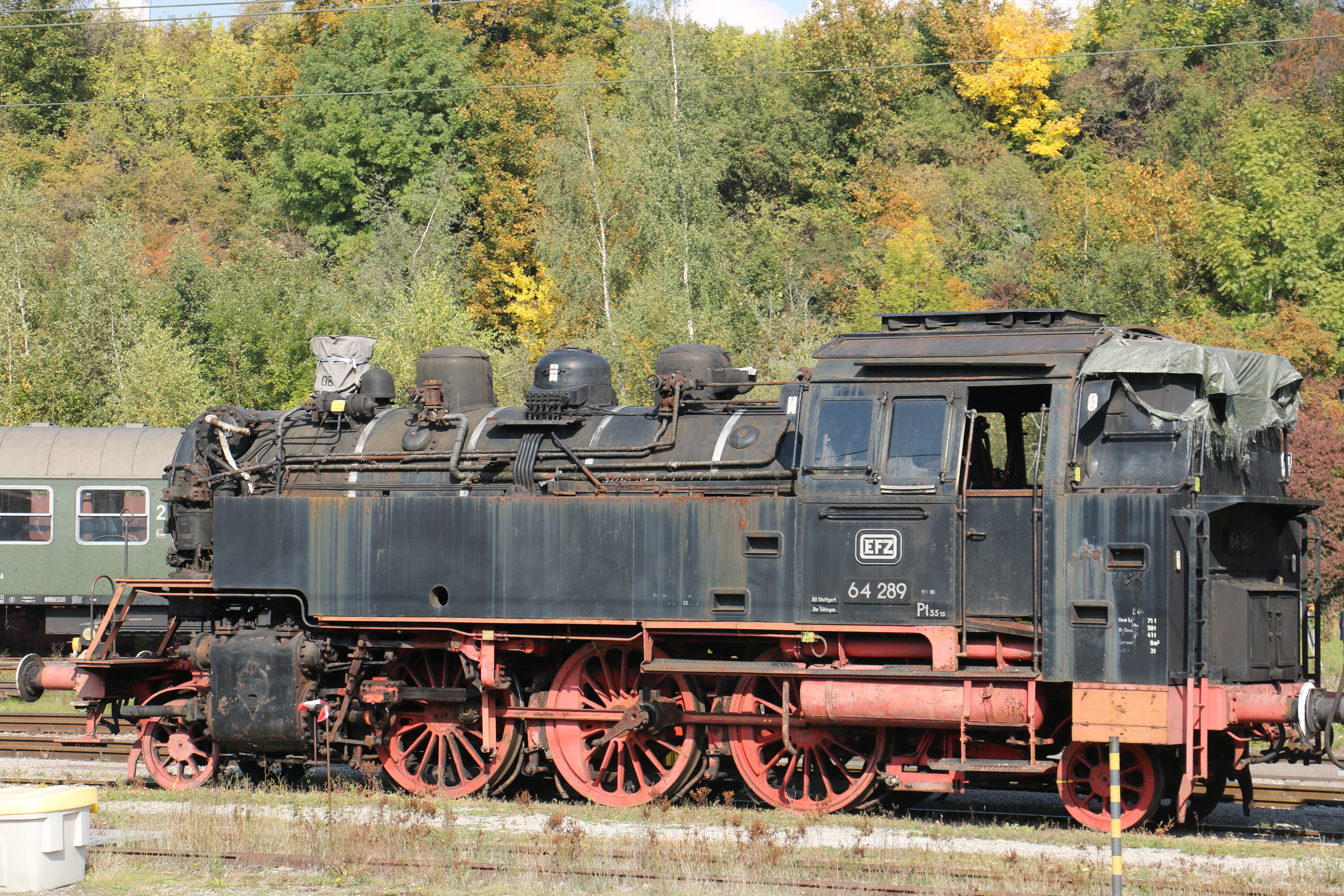
Dampflokomotive der Eisenbahnfreunde Zollernbahn

## Aktivitäten der Eisenbahnfreunde Zollernbahn
Dort wird die Güterzug-Dampflokomotive 52 7596 gewartet, die vor dem vereinseigenen Sonderzug eingesetzt wird. Dieser besteht aus Wagen der ehemaligen „Waggonfabrik Wegmann & Co.“, zuletzt eingestellt bei den Luxemburgischen Staatsbahnen (CFL), und einem Reko-Speisewagen der ehemaligen Deutschen Reichsbahn.
Die Wiederinbetriebnahme der Schnellzug-Dampflokomotive 01 519 erfolgte im Herbst 2015.
Für spezielle Sonderfahrten steht ein Uerdinger Schienenbus (796 625) nebst Bei- und Steuerwagen zur Verfügung.
Außerdem befindet sich die nicht betriebsfähige Tender-Dampflokomotive 64 289 im Betriebswerk.
Eine spezielle Arbeitsgruppe kümmert sich um die Erhaltung von zwei Elektro-Lokomotiven der Baureihe 110.3.